# Lourmarin
Lourmarin is een gemeente in het Franse departement Vaucluse (regio Provence-Alpes-Côte d'Azur) en telt 1000 inwoners (2009). De plaats maakt deel uit van het arrondissement Apt. Lourmarin is lid van Les Plus Beaux Villages de France.
De schrijvers Albert Camus en Henri Bosco liggen hier begraven, en het dorpje gaat prat op het oudste renaissancekasteel van Frankrijk.

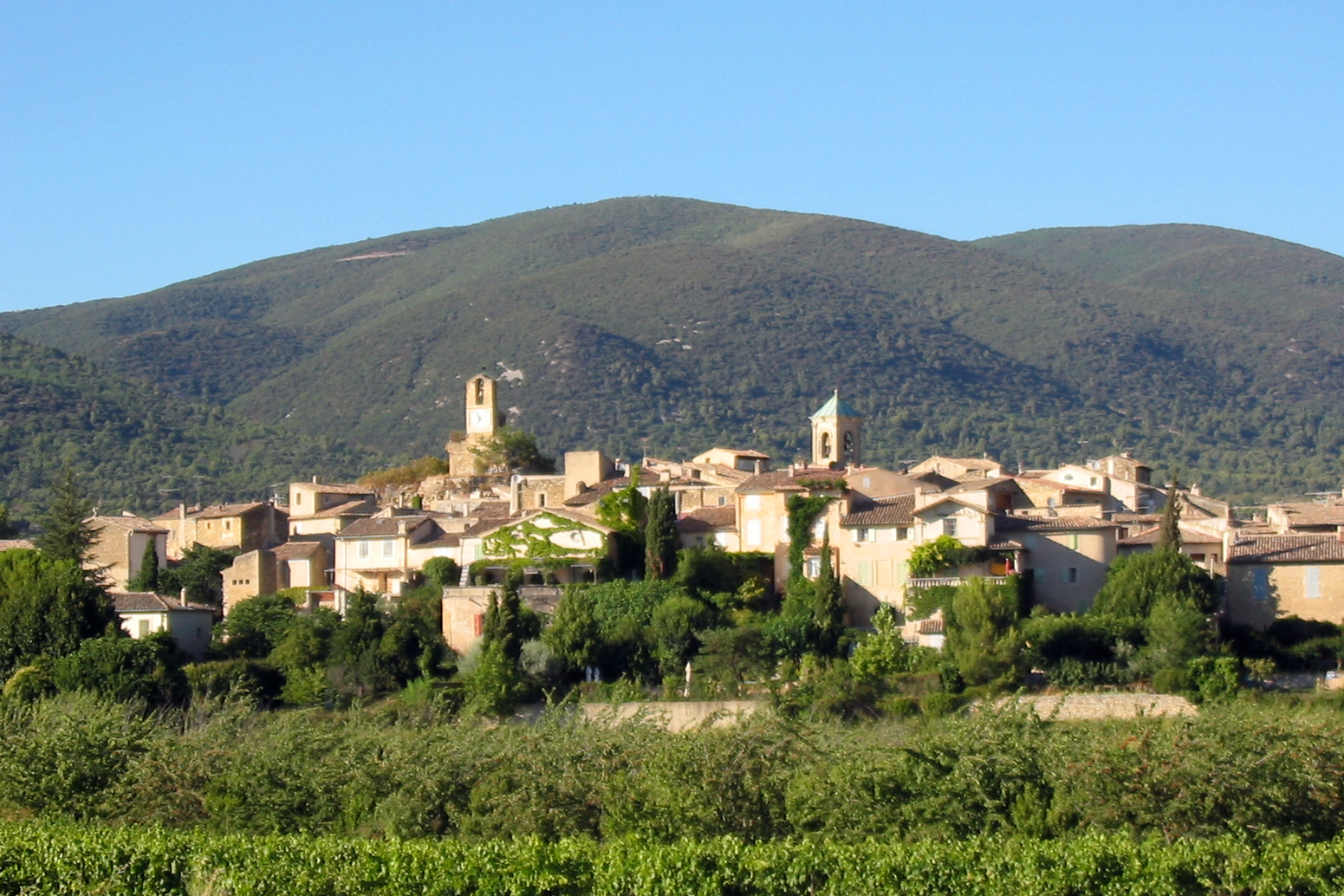
Zicht op Lourmarin

## Geografie
De oppervlakte van Lourmarin bedraagt 20,1 km² en de bevolkingsdichtheid is dus 49,8 inwoners per km².
De onderstaande kaart toont de ligging van Lourmarin met de belangrijkste infrastructuur en aangrenzende gemeenten.

## Demografie
Onderstaande figuur toont het verloop van het inwonertal (bron: INSEE-tellingen).